# Joe Jones
Joe Jones (New Orleans, 12 augustus 1926 - ,Los Angeles, 27 november 2005) was een Amerikaanse rhythm-and-blueszanger, songwriter en arrangeur, zijn grootste hit "You Talk Too Much" bereikte de nummer 3 in de Billboard Hot 100-hitlijst. Na zijn carrière als zanger was hij een voorvechter van de rechten van musici. Hij was de ontdekker van de The Dixie Cups en werkte samen met BB King.

## Biografie
Jones diende bij de Amerikaanse marine, waar hij piano speelde in een band. Na zijn diensttijd studeerde hij muziek aan het Juilliard Conservatory of Music. Eind jaren 1940 vormde hij een band: "Joe Jones and his Atomic Rebops".
Jones werd assistent en vervolgens pianist en arrangeur voor BB King. Hij nam zijn eerste solo-single "Adam Bit the Apple" op voor Capitol Records in 1954. Hij was de ontdekker van Shirley and Lee, met wie hij samenwerkte als hun pianist, en wier opname van "Let the Good Times Roll" in 1956 een hit werd.
In 1958 nam Jones voor Roulette Records "You Talk Too Much" op. Het nummer was geschreven door Reginald Hall, de zwager van Fats Domino, maar deze laatste wilde het nummer niet opnemen en gaf het door aan Jones. Bij Roulette bleef de opname op de plank liggen, totdat Jones een nieuwe versie opnam op het label Ric Records met een arrangement van Harold Battiste. Roulette maakte bezwaar, maar in onderling overleg werd besloten de nieuwe versie ook op het grotere Roulette-label uit te brengen, de heropname werd een nationaal succes. Jones verdiende weinig aan het succes, zijn daaropvolgende releases waren minder succesvol en hij vertrok naar New York, waar hij de carrière van de The Dixie Cups begeleidde.
Later stapte hij over naar de muziekuitgeverij en werkte hij onvermoeibaar voor de rechten van collega-R&B-acts. In 1973 richtte Jones een bedrijf op in Los Angeles, dat reclamejingles maakte.
Jones stierf in 2005 aan complicaties als gevolg van een viervoudige bypass-operatie.

## Trivia
Het nummer You talk too much werd gebruikt als begintune in het televisieprogramma ‘Hier is…Adriaan van Dis’. 
- Biblioteca Nacional de España: XX1569439
- Bibliothèque nationale de France: cb14000691h (data)
- Gemeinsame Normdatei: 1084219794
- International Standard Name Identifier: 0000 0000 4500 4962
- Library of Congress Control Number: no93035055
- MusicBrainz: a6967e0c-8623-4d40-8070-65ee057ac21a
- Nederlandse Thesaurus van Auteursnamen: 245585109
- Istituto Centrale per il Catalogo Unico: TO0V383581
- Virtual International Authority File: 76511161
- WorldCat: E39PBJyt4jRkJpcgC9xbJqR3Qq